# Альфельдит
Альфельдит ((Ni, Co)SeO3]·2H2O) — мінерал вторинного походження. Він названий на честь Фрідріха Альфельда (1892—1982), німецько-болівійського гірничого інженера та геолога. Типовим місцем розташування є копальня Вірген-де-Сурумі, каньйон Пакаджаке, провінція Чаянта, департамент Потосі, Болівія.